# Hélène Dollfus
Hélène Dollfus est une médecin et chercheuse française travaillant pour l'Inserm, directrice du laboratoire de génétique médicale de l’université de Strasbourg. Elle est récipiendaire du prix Recherche 2014 de l'Inserm.

## Biographie
Outre ses activités au sein de l'Inserm en tant que directrice du laboratoire de génétique médicale, elle est médecin coordinateur du Centre de Référence pour les Affections Rares en Génétique Ophtalmologique (CARGO), professeur des universités et présidente de l’Association Amarages.

## Distinctions et récompenses
- Officier de l'ordre national du Mérite (2015)[3]
- Prix Recherche de l'Inserm (2014)